# HD 83610
HD 83610，又名CD-39 5697，SAO 200590、HR 3844，是一颗恒星，视星等为6.7，位于銀經267.32，銀緯9.58，其B1900.0坐标为赤經9h 34m 38s，赤緯-39° 9.58′ 39″。